# 장산정

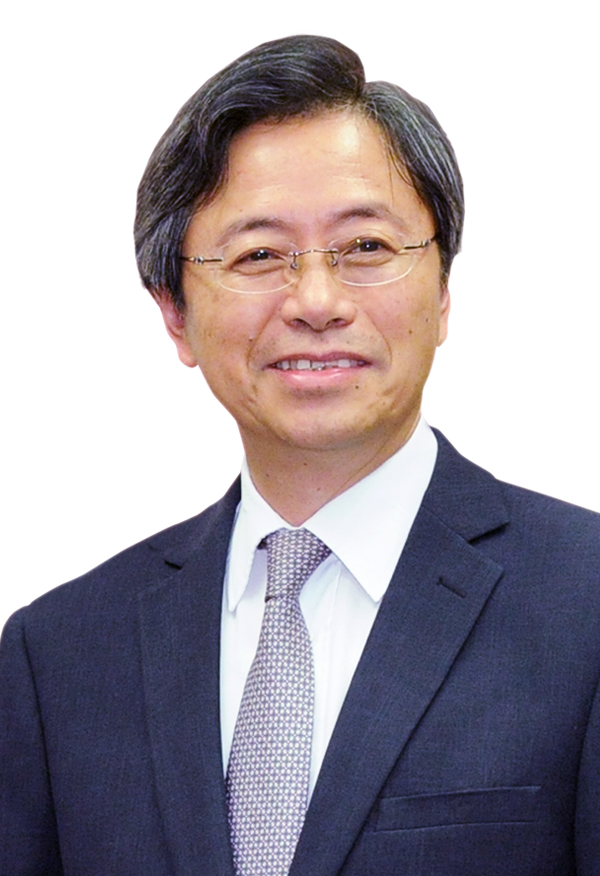
짱산정

장산정(중국어: 張善政, 1954년 6월 24일 ~ )은 중화민국의 학자이자 정치인이다. 타이베이시 출신이며 미국 코넬 대학교 토목환경공학 박사 과정을 졸업했다. 마잉주 정부 시기 천충(陳冲) 내각 정무위원, 장이화(江宜樺) 내각 과기부 부장, 마오즈궈 내각 행정원부원장을 역임하고 2016년 2월에 중화민국의 행정원장에 부임하였다.
중국 국민당 정부 시기에 공직을 수차례 역임하였지만 무당적 신분을 유지하고 있다. 장산정은 마잉주 정부 최후의 행정원장이자 중화민국 사상 최초로 무당적 출신 행정원원장이다. 2020년 중화민국 총통 선거에서는 한궈위 중국 국민당 후보의 부총통 후보로 임명되었으나 낙선했다.

## 학력
- 국립 타이완 대학교 토목공학과 공학 학사
- 스탠퍼드 대학교 토목환경공학과 석사
- 코넬 대학교 토목환경공학과 박사

## 역대 선거 결과
| 선거명               | 직책명 | 선거구      | 대수 | 정당   | 득표율 | 득표수      | 결과 | 당락 |
| -------------------- | ------ | ----------- | ---- | ------ | ------ | ----------- | ---- | ---- |
| 2020년 총통 선거     | 부총통 | 타이완 지구 | 15대 | 무소속 | 38.61% | 5,522,119표 | 2위  | 낙선 |
| 2022년 직할시장 선거 | 시장   | 타오위안시  | 3대  | 국민당 | 52.02% | 557,572표   | 1위  | 당선 |

## 같이 보기
- 중화민국의 행정원장
- 마잉주
- 한궈위